# Casina dei Gesuiti alle Balate
La casina dei Gesuiti alle Balate è un edificio di Caltanissetta nato come residenza estiva per i padri gesuiti.
Costruita tra il 1840 e il 1843, la casina andò a sostituire la vecchia residenza estiva dei gesuiti, villa Cappellano nei pressi di Delia, costruita alla fine del XVI secolo su un fondo donato all'ordine religioso da Luisa Moncada e ritenuta non più idonea. Il "fondo Balate", su cui sorse la casina, fu acquistato da Francesco Morillo, rettore del Collegio, ma i lavori vennero portati a termine dal suo successore, Carmelo Narbone.
Nel 1860 l'ordine gesuitico venne soppresso e dal 1872 la casina è di proprietà del comune di Caltanissetta. Negli anni cinquanta del Novecento è stata assegnata all'Istituto tecnico agrario e in seguito è diventata sede del convitto per gli studenti fuori sede.
La casina presenta due elevazioni. Il portale sull'asse principale, su cui è scolpito l'anno 1843, è sormontato da un balcone monumentale. Al pian terreno vi si trova una cappella decorata con stucchi.